# Jake Patrick Bagge
Jake Patrick Bagge (* 15. Dezember 2001) ist ein estnischer Leichtathlet, der sich auf den 800-Meter-Lauf spezialisiert hat.

## Sportliche Laufbahn
Erste internationale Erfahrungen sammelte Jake Patrick Bagge im Jahr 2018, als er bei den U18-Europameisterschaften in Győr mit 1:56,44 min in der ersten Runde über 800 Meter ausschied. 2023 wurde er bei der 2. Liga der Team-Europameisterschaft im Rahmen der Europaspiele in Chorzów in 1:51,14 min Achter.

## Persönliche Bestleistungen
- 800 Meter: 1:49,11 min, 27. Mai 2023 in Manchester
  - 800 Meter (Halle): 1:48,90 min, 29. Januar 2023 in Athlone (estnischer Rekord)